# Karl Logan
Karl Logan, född 28 april 1965, är gitarrist och tidigare aktiv i heavy metal-bandet Manowar. Han gick med i Manowar 1994 efter att ha spelat med lokala musikgrupper i Pennsylvania, bland andra Arc Angel och Fallen Angel.
Hans spelstil skiljer sig stort från Manowars andra gitarrister, särskilt Ross "the Boss" Friedmans. 
Logan spelar nu för tiden främst på sina två signature-gitarrer, Heretic och Impaler, tillverkade av Magic Circle Guitars (MC Guitars). Signatur-gitarrerna säljs genom Manowar's webbplats.

## Barnpornografi
I augusti 2018 greps Karl Logan i Charlotte, North Carolina, för innehav av barnpornografi. Skivbolaget informerar att Logan inte slutför den pågående turnén "The final battle".

## Diskografi (urval)
Med Arc Angel
- 1988 – "Tracks of My Tears" / "Crazy (For Your Love)" (singel)[4]

Studioalbum med Manowar
Se huvudartikel: Manowar
- 1996 – Louder Than Hell
- 2002 – Warriors of the World
- 2007 – Gods of War
- 2010 – Battle Hymns MMXI
- 2012 – The Lord of Steel
- 2014 – Kings of Metal MMXIV